# أورام الأرومة الغاذية
أورام الأرومة الغاذية هي مجموعة أورام تنشأ من الأرومة الغاذية. من الأمثلة عليها:
- سرطانة مشيمائية
- رحى عدارية